# Općina Tearce
Općina Tearce (makedonski: Општина Теарце, albanski: Komuna e Tearcës) je jedna od 80 općina Sjeverne Makedonije koja se prostire na sjeverozapadu Sjeverne Makedonije. 
Upravno sjedište ove općine je selo Tearce.

## Zemljopisne osobine
Općina Tearce proteže se na sjevernom dijelu Pološke kotline, manji zapadni dio općine obuhvaća područje Šar-planine.
Općina Tearce graniči s Kosovom na sjeveru, te s općinama Jegunovce na istoku i jugu, a s Tetovom na zapadu.
Ukupna površina Općine Tearce  je 136,54 km².

## Stanovništvo
Općina Tearce  ima 22 454 stanovnika. Po popisu stanovnika iz 2002. nacionalni sastav stanovnika u općini bio je sljedeći; .

## Naselja u Općini Tearce
Ukupni broj naselja u općini je 13, i svih 13 su seoska naselja.

## Pogledajte i ovo
- Sjeverna Makedonija
- Općine Sjeverne Makedonije

## Vanjske poveznice
- Općina Tearce na stranicama Discover Macedonia